# 神戸市交通局200形電車
神戸市交通局200形電車(こうべしこうつうきょく200がたでんしゃ）は、かつて神戸市交通局（神戸市電）が保有していた路面電車車両である。
1964年に大阪市交通局(大阪市電）から余剰となった901形15両を購入した。

## 車両概要
200形も100形同様、老朽化した300形や400形単車の置き換え用として購入され、転入時に大阪車輌工業において神戸市電向きの改造を実施された。基本的には100形同様の改造内容である。
- 100形と同じく、正面窓配置を変則2枚窓から、前面左側大窓の左1/4の位置あたりで窓が分割された、変則配置の3枚窓に改造された。この部分は戦後のガラス不足期に縦桟を入れられて窓が分割されたように見えた車両が多かったが、神戸市電への転入に際しては換気、通風効果を上げるために実際の3枚窓に改造された。
- 行先方向幕、系統幕及び小窓を整理して、正面中央に行先方向幕を、右側に神戸市電では必要な経由地表示幕を取り付けた。どちらの窓枠もHゴム支持であった。また、神戸市電では系統板を使用するため、正面右側窓下に系統板差しを取り付けた。一方、台車位置のと車体前部床下のスペースの関係から、神戸市電式のフェンダーストライカーは取り付けられなかった。

200形では前面のヘッドライトはそのまま存置されたため、神戸市電で唯一窓上にヘッドライトを搭載した車両となった。また、200形も100形同様、方向指示器は取り付けられていなかった。この他、200形では大阪時代に中央部のドアがプレスドアに取り替えられていたので、100形で行われたような中央部ドアの改造は実施されなかった。
200形も100形同様、大阪から天神橋筋六丁目で阪神北大阪線に乗り入れ、野田で国道線に入ると終点の東神戸で同じく線路のつながっていた神戸市電にそのまま入線して長田の交通局車両工場まで自走で転属した。

## 運用と廃車
200形は1964年春から夏にかけて順次登場し、須磨車庫に配属されて300形・400形単車の置き換えに充当された。しかし、運転側・利用客側の双方から嫌われ、さらに、100形が引き起こした人身事故の影響で、フェンダーストライカーが未装備の同形式も同じく休車状態となった。
その後再び運用に復帰すると、須磨車庫所属の各系統に充当された。中でも9系統（鷹取町 - 東尻池2丁目 - 五番町7丁目 - 湊川公園西口 - 新開地 - 三宮阪神前 - 脇浜町）によく投入されたため、100形がよく投入された和田車庫所属の 12系統・13系統（脇浜町 - 三宮阪神前 - 神戸駅前 - 吉田町1丁目 - 東尻池2丁目 - 五番町7丁目 - 湊川公園西口 - 新開地 - 三宮阪神前 - 脇浜町。12系統はこの正順、13系統は逆順）が並走する東部国道線（三宮阪神前 - 脇浜町）では両形式がすれ違う場面がよく見られるようになり、沿線の雰囲気から大阪市電三宝線を彷彿させる風景が出現した。
100形同様、路線縮小時に最初の廃車対象として挙げられ、1968年4月21日の第一次路線縮小（須磨駅前 - 衣掛町、三宮阪神前 - 脇浜町、楠公前 - 兵庫駅前、湊川公園西口 - 新開地、有馬道 - 平野）に伴い、同年5月1日付で全車廃車された。廃車後、須磨沖で漁礁として沈められた車両もあったが、学校や民間施設に払い下げられた車両もあった。

## 評価
100形・200形の種車となった大阪市電801形・901形の両形式は、戦前の大阪市電を代表する車両だけでなく、斬新な前中式のドア配置や流線型の採用などで、日本の路面電車の歴史に残る車両のひとつでもある。
しかしひとたび神戸市電に移籍するや「かっこ悪い」に始まって「欠陥車（フェンダーストライカーが取り付けられないため）」「パワー不足」「神戸市電の伝統をイメージダウンさせた車両」「（300形・400形）単車のほうが上等」などといった悪評を投げつけられて、置き換える予定にしていた300形より先に全車廃車された。
前述のように、大阪市交通局では、戦前からつながりの深い神戸市交通局へ車両を譲渡するため、801形・901の両形式の経歴を精査して、事故歴もなく戦災復旧車でもない、最良の状態の車両を選んで譲渡している。大阪市電の同世代の車両で、デザイン的に神戸市電の各形式と拮抗できる車両には861形、868形があるが、両形式とも大半が戦災復旧車で、当時は2601形への更新工事を進めているところであった。
また、2001形、2101形などの戦後生まれの中型車は、しばらく主力車として使用することが見込まれていたため、譲渡対象車とはなりえなかった。そこで801形・901形の両形式が選ばれたが、必要最小限の改造で済ませて、台車取り付け位置の変更などの大改造を要するフェンダーストライカーの取り付け工事は実施されなかったことが、予期せぬ事態を招いた。こうしたことの蓄積が、結果的には大阪側の厚意が裏目に出てしまう結果につながり、悪評のもととなった。